# Аббатство Камбр
Аббатство Камбр (фр. L'Abbaye de la Cambre, нидерл. Abdij Ter Kameren) — бывший цистерцианский монастырь на территории современной коммуны Иксель в Брюсселе.
Аббатство расположено в долине ручья Маальбек между Камбрским лесом и Иксельскими прудами. Основан в конце XII-начале XIII века, просуществовал до Великой французской революции.
Монастырский храм в настоящее время используется как приходская католическая церковь. На территории монастыря также располагаются Бельгийское национальное географическое общество и школа искусств.

## История

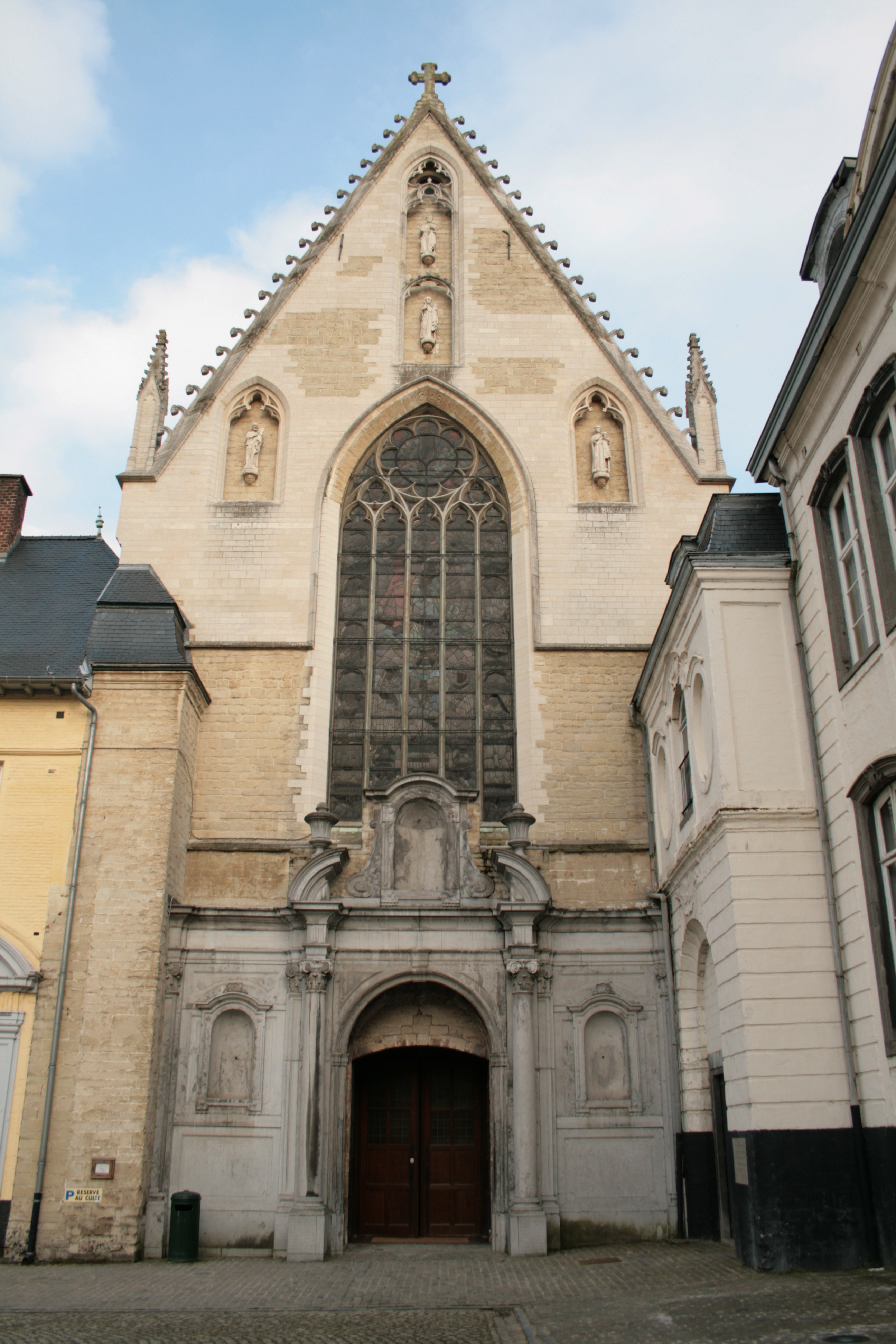
Церковь

Аббатство основано около 1201 года при содействии монашеской общины аббатства Виллер. Герцог Брабанта Генрих I даровал основательнице монастыря Иксельские пруды, водяную мельницу и прилегающие земли, на которых и расположилось аббатство.
В XIII веке последние 18 лет своей жизни здесь прожил святой Бонифаций Брюссельский, профессор богословия, преподававший в Париже, епископ Лозаннский.
Тогда же в аббатстве жила святая Алиса, покровительница слепых и парализованных.
С XIV века монастырь начинает подвергаться грабежам. В 1381 году в результате одного из нападений была сожжена значительная часть монастырских построек.
В 1400 году начато строительство храма в готическом стиле, сохранившегося до наших дней.
В ходе многочисленных войн XVI-XVII вв. монастырь неоднократно подвергался серьёзным разрушениям, и в начале XVIII в. в аббатстве начинается масштабная реконструкция. Именно тогда сложился архитектурный ансамбль с декоративными садами, монументальными лестницами и парадным двором с порталом, дошедший до наших дней.
После Великой французской революции в 1794 году монастырь был закрыт, а его строения использовались для других целей.
В разное время здесь располагались: военный госпиталь, хлопковая мануфактура, дом призрения нищих, военное училище.
Во время Первой мировой войны на территории монастыря были расквартированы немецкие солдаты, после ухода которых аббатство находилось в плачевном состоянии.
В 1921 году были начаты работы по восстановлению монастыря.
В течение XX века здесь разместились Бельгийский национальный географический институт, Высший архитектурный институт-Камбр и Высшая школа изобразительных искусств. Часть помещений продолжает оставаться в пользовании Католической церкви.

## Описание

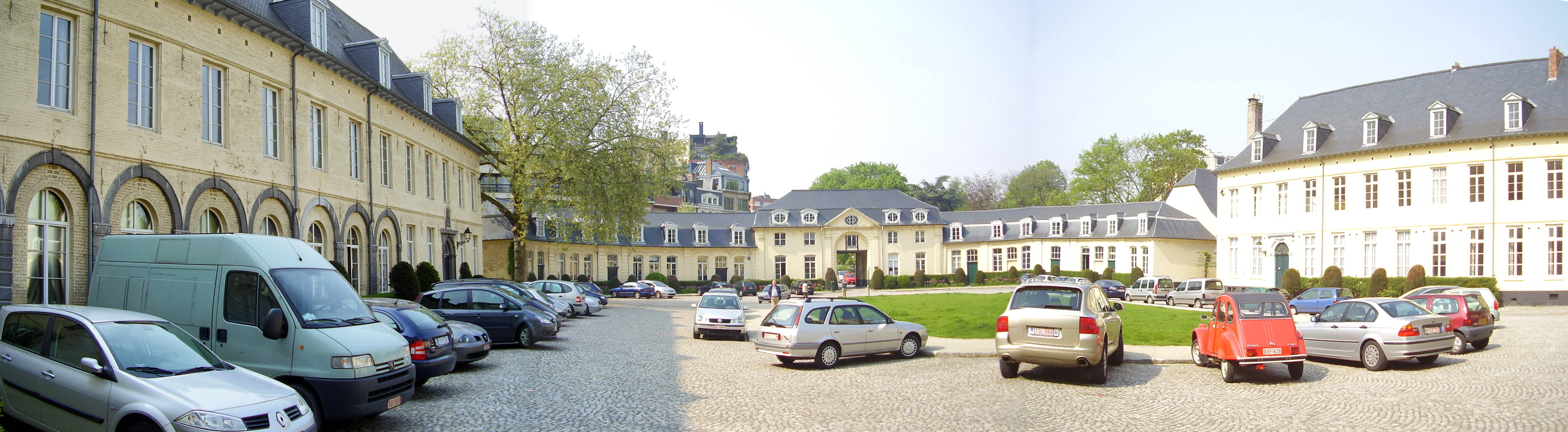
Внутренний двор, панорама

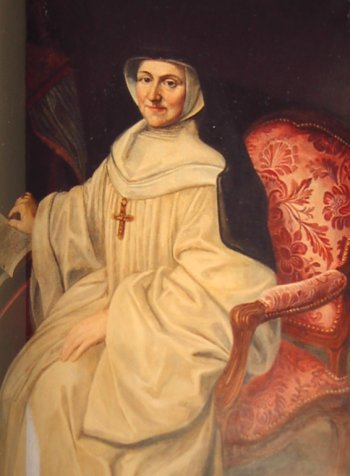
Marie Alexandrine Snoy

- Монастырь с приходской церковью и трапезная, выдержанные в строгом средневековом стиле;
- Более пышные палаты игуменьи, дом приходского священника, конюшня и ряд хозяйственных построек, а также парадный внутренний двор относящиеся к XVIII веку.